# 스칸디나비아 십자

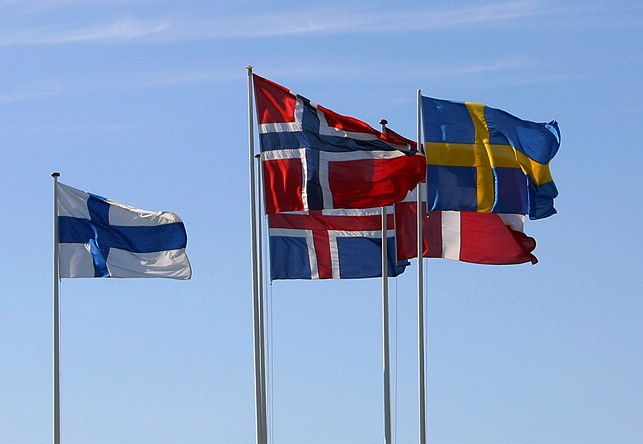
스칸디나비아 십자를 쓴 국기. 왼쪽부터 핀란드, 노르웨이, 아이슬란드(뒤), 스웨덴, 덴마크(뒤) 순.

스칸디나비아 십자 또는 노르딕 십자는 스칸디나비아의 국기 디자인에 공통적으로 나타나는 모양이다. 모든 노르딕 국가들이 국기로 사용하고 있다. 십자 모양은 기독교 국가임을 나타내며, 중앙에서 깃대가 있는 왼쪽으로 치우쳐서 그려져 있다.
스칸디나비아 십자는 덴마크의 국기에서 처음 사용되었으며, 스웨덴, 노르웨이, 핀란드, 아이슬란드를 비롯, 지방 행정 구역의 기에게 영향을 끼쳤다. 노르웨이는 스칸디나비아 십자를 쓴 국기 중 처음으로 세가지 색을 사용한 국기이다.

## 노르딕 국가의 국기

노르웨이의 국기
노르웨이의 정부기
덴마크의 국기
덴마크의 정부기
스웨덴의 국기
스웨덴의 해군기
아이슬란드의 국기
아이슬란드의 정부기
핀란드의 국기
핀란드의 정부기

### 옛 국기

칼마르 동맹의 국기
노르웨이의 국기(1844–1898/99)
스웨덴-노르웨이의 국기(1844–1905)

## 노르딕의 지역 기

페로 제도의 기
올란드 제도의 기

## 스칸디나비아 십자를 쓰지 않는 노르딕 지역

그린란드의 기

## 브리튼 제도의 기
잉글랜드와 스코틀랜드의 여러 지역은 9세기에서 11세기에 걸쳐 노르웨이와 덴마크의 정착민과 바이킹 침입자에 의해 지배를 당한 역사를 가지고 있다. 여러 지방, 특히 스코틀랜드의 섬 지역에서는 스칸디나비아의 유산을 반영하는 기를 채택하는 경우도 있다.

스코틀랜드 셰틀랜드 제도의 기
스코틀랜드 오크니 제도의 기
미조람 주의 기

## 같이 보기
- 중앙아메리카 연방공화국
- 그린란드의 기
- 범아프리카색
- 성 게오르기우스 십자